# Kilis (district)
Kilis is een Turks district in de provincie Kilis en telt 112.553 inwoners (2017). Het district heeft een oppervlakte van 575,2 km².
De bevolkingsontwikkeling van het district is weergegeven in onderstaande tabel.
| 1997   | 2000   | 2007   | 2017    |
| ------ | ------ | ------ | ------- |
| 81.151 | 87.387 | 92.094 | 112.553 |

Laatste jaren groeit de bevolking van dit district in een rap tempo vanwege immigratie uit het platteland. 